# Lukavica Donja
Lukavica Donja (en cyrillique : Лукавица Доња) est un village de Bosnie-Herzégovine. Il est situé dans la municipalité de Živinice, dans le canton de Tuzla et dans la fédération de Bosnie-et-Herzégovine. Selon les premiers résultats du recensement bosnien de 2013, il compte 1 375 habitants.

## Géographie
Le village est situé au sud-est de Živinice.

## Démographie

### Évolution historique de la population dans la localité
| 1948 | 1953 | 1961 | 1971 | 1981  | 1991  | 2013  |
| ---- | ---- | ---- | ---- | ----- | ----- | ----- |
| -    | -    | 658  | 878  | 1 087 | 1 257 | 1 375 |

|  |